# Shirley Hughes

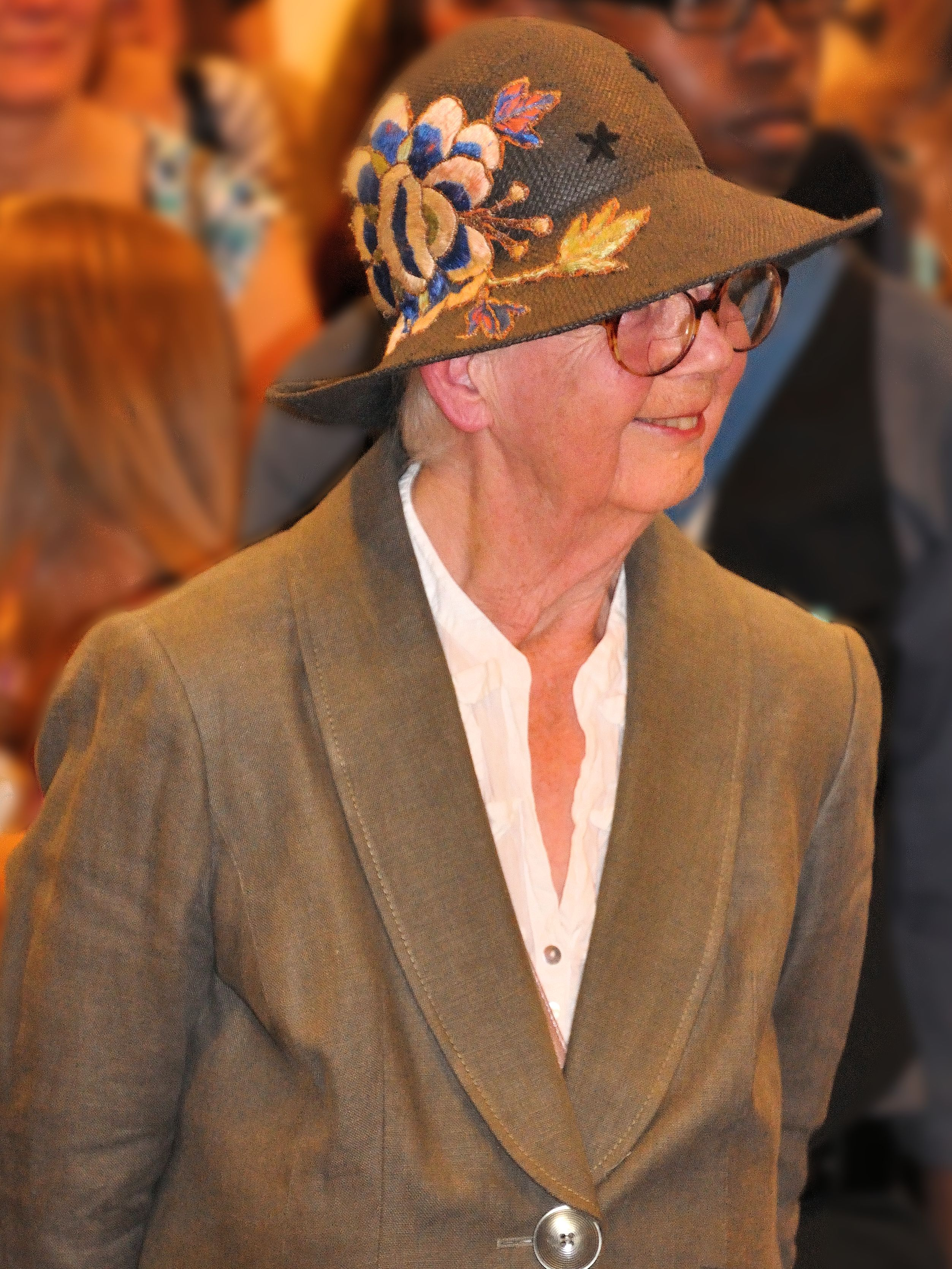
Shirley Hughes, 2011

Shirley Hughes CBE (* 16. Juli 1927 in West Kirby; † 25. Februar 2022 in London) war eine britische Kinderbuchautorin und Illustratorin. In ihrer 70-jährigen Karriere schrieb und illustrierte sie rund 60 Bücher selbst und war für die Bilder von rund 200 weiteren Büchern verantwortlich. Ihre Werke wurden weltweit mehr als elf Millionen Mal verkauft. Zu ihren größten Erfolgen gehörten die Neuillustrationen der My Naughty Little Sister-Bücher, das Bilderbuch Dogger sowie die Alfie-Buchreihe.

## Leben
Shirley Hughes wuchs in West Kirby im Metropolitan Borough of Wirral als jüngste von drei Töchtern des Kaufhausmagnaten Thomas James Hughes und dessen Gattin Kathleen (geborene Dowling) auf. Um die Tristesse des Zweiten Weltkriegs zu bekämpfen, malten Hughes und ihre Schwester Bilder, lasen und schrieben Geschichten und gaben illustrierte Zeitschriften heraus. Ihre Mutter war eine begeisterte Theatergängerin, die ihre Tochter so sehr für das Bühnenbild begeisterte, dass Hughes mit 16 Jahren das örtliche Gymnasium verließ, um an der Liverpool School of Art Kostümdesign zu studieren. Anschließend besuchte sie die Ruskin School of Drawing in Oxford, wo ein Tutor ihr nahelegte, als Illustratorin zu arbeiten.
Sie begann daraufhin, die Bücher anderer Autoren zu illustrieren (darunter Noel Streatfeild, Alison Uttley und Ian Seraillier), und erzielte ihren ersten großen Durchbruch, als sie eine Neuauflage der My Naughty Little Sister-Buchreihe der Autorin Dorothy Edwards neu illustrierte. Das ursprünglich 1952 veröffentlichte erste Buch aus der Reihe Meine kleine schlimme Schwester wurde dank Hughes’ Fähigkeit, die Körpersprache eines mürrischen kleinen Mädchens einzufangen, ab den späten 1960ern zu einem Klassiker.
1960 – mittlerweile mit dem Architekten John Vulliamy verheiratet und Mutter zweier Söhne – trat sie erstmals selbst als Autorin in Erscheinung und veröffentlichte Lucy and Tom’s Day. Die Angst ihres Herausgebers, ihre Bücher wären ‚zu englisch‘ und würden daher international keinen Absatz finden, strafte Hughes mit ihrem zweiten großen Durchbruch Dogger Lügen: Nach seiner Veröffentlichung 1977 wurde das Bilderbuch in 13 Sprachen übersetzt. Im Jahr 2007 wurde Dogger in Großbritannien zum beliebtesten Buch aller bis dahin mit einer Kate Greenaway Medaille ausgezeichneten Bücher gewählt.
1981 startete Hughes die sehr erfolgreiche Alfie-Buchreihe mit dem ersten Band Alfie Gets In First. Es folgten Bücher für ältere Kinder wie die Tales of Trotter Street-Buchreihe, die jeweils in einer multikulturellen Welt spielen, wie sie Hughes in der Umgebung ihres Hauses im Westen Londons erlebte. Ihre Memoiren, A Life Drawing, wurden im Jahr 2002 veröffentlicht. Nachdem 2007 ihr Mann gestorben war, wendete sich Hughes dem Schreiben von Romanen wie Hero on a Bicycle und Whistling in the Dark zu. 2013 tat sie sich mit ihrer Tochter, der Illustratorin Clara Vulliamy, zusammen, um eine Reihe von Büchern über den tollkühnen Hund Dixie O'Day und seinen Kumpel Percy zu schreiben. Im Jahr 2020 erweckte Hughes den beliebten Plüschhund Dogger in Dogger’s Christmas nochmals zu neuem Leben.
Die Autorin verstarb 94-jährig nach kurzer Krankheit  in ihrem Haus in London.

## Auszeichnungen
1975 erhielt Hughes den Children’s Rights Workshop Other Award für ihr Buch Helpers. Die Autorin wurde zweimal mit der Kate Greenaway Medaille ausgezeichnet: 1977 für Dogger und 2003 für Ella's Big Chance. 1980 wurde Dogger (niederländisch Knuffel) mit einem Silbernen Griffel ausgezeichnet. 1984 erhielt sie den Eleanor-Farjeon-Preis für ihre Verdienste um die Kinderliteratur. 2015 wurde sie mit dem ersten BookTrust-Preis für ihr Lebenswerk ausgezeichnet. Shirley Hughes wurde 1999 der Britische Verdienstorden (OBE) für Kinderliteratur verliehen und 2017 zum CBE hochgestuft.

## Ausgewählte Werke (als Autorin und Illustratorin)
- Lucy and Tom’s Day. 1960 (englisch).
- Helpers. 1975 (englisch).
- Dogger. Bodley Head, UK 1977 (englisch).
- Alfie Gets In First. Bodley Head, UK 1981 (englisch).
- Bathwater’s Hot (deutsch Mal dies, mal das). Walker Books, UK 1985.
- Out and About. Gedichtband. Walker Books, 1988 (englisch).
- Angel Mae. Tales of Trotter Street. 1989 (englisch).
- The Lion and the Unicorn. 1998 (englisch).
- A Life Drawing. 2002 (englisch).
- Ella’s Big Chance. 2003 (englisch).
- Hero on a Bicycle. Walker Books, 2012, ISBN 978-1-4063-3611-5 (englisch).
- Dixie O’Day: In the Fast Lane. Random House Books, 2013, ISBN 978-1-78230-012-0 (englisch, Illustrationen von ihrer Tochter Clara Vulliamy).
- Dogger’s Christmas. 2020 (englisch).

## Ausgewählte Werke (als Illustratorin)
- Noel Streatfeild: The Bell Family. 1954 (englisch).
- Dorothy Edwards: My Naughty Little Sister (deutsch Meine kleine schlimme Schwester). Methuen Publishing (Hughes illustrierte die Neuauflagen ab den späten 1960ern).
- Mary Stewart: The Little Broomstick (deutsch Der verhexte Besen). 1971 (englisch).
- Alison Uttley: From Spring to Spring. Faber & Faber, London 1978 (englisch).